# Hazelwood (Derbyshire)
Pour les articles homonymes, voir Hazelwood.
Hazelwood est une paroisse civile et un village du Derbyshire, en Angleterre.